# Eva Grebel
Pour les articles homonymes, voir Grebel.
Eva K. Grebel est une astronome allemande. Depuis 2007, elle est co-directrice de l'Institut de calcul astronomique à l'université de Heidelberg en Allemagne. Eva Grebel est une experte dans l'étude des populations stellaires et de la formation des galaxies.

## Biographie
Eva Grebel étudie la physique et l'astronomie à l'université de Bonn, et obtient son diplôme en physique en 1991. Pendant une partie de la même année, elle est étudiante d'été au Space Telescope Science Institute de Baltimore.
Elle entreprend ensuite des études supérieures à l'université de Bonn, passant deux ans entre 1992 et 1994 à l'Observatoire de La Silla de l'Observatoire européen austral au Chili en tant qu'étudiante boursière. Elle obtient son doctorat en 1995 avec distinction. Son sujet de thèse est "Etudes de populations stellaires dans les galaxies proches",,.
Par la suite, Eva Grebel occupe des postes postdoctoraux à l'université de l'Illinois à Urbana-Champaign (entre 1995 et 1996), à l'université de Wurtzbourg (entre 1996 et 1997) et à l'université de Californie à Santa Cruz (entre 1997 et 1998). Elle remporte une bourse Hubble en 1998, et rejoint l'université de Washington à Seattle en tant que boursière Hubble de 1998 à 2000,.
En 2000, elle retourne en Allemagne en tant que chef de groupe de recherche à l'Institut Max-Planck d'astronomie à Heidelberg. En 2003, elle accepte une nomination à la chaire d'astronomie d'observation à l'Institut d'astronomie de l'université de Bâle, elle succède à Gustav Tammann. De 2004 à 2007, elle occupe le poste de directrice de l'institut,.
En 2007, Eva Grebel est nommée professeure ordinaire d'astronomie à l'université de Heidelberg, où elle devient également l'une des deux directrices de l'Institut de calcul astronomique,. À cette époque, elle est la seule femme professeur titulaire d'astronomie en Allemagne.
Eva Grebel est présidente du DFG-Collaborative Research Center (en) 881 "Le système de la voie lactée" à l'université de Heidelberg et présidente de la commission H1 "L'Univers Local" de l'Union Astronomique Internationale.

## Recherches
Les recherches d'Eva Grebel se concentrent sur les étoiles de la galaxie de la Voie lactée et d'autres membres du groupe local de galaxies, y compris le Grand et le Petit nuage de Magellan ainsi que les galaxies naines voisines. Les études de l'astronome portent sur l'évolution chimique et la structure des galaxies, la formation des étoiles et les propriétés des différentes populations stellaires, dans le but de reconstituer l'origine et l'évolution de la Voie lactée et des autres galaxies,,,.

## Récompenses et prix
- 2021: Membre de l'Académie allemande des sciences Leopoldina[10]
- 2015: Prix scientifique Hector[11] et membre de la Hector Fellow Academy[12]
- 2006: Prix Johann-Wempe, Institut Leibniz d’astrophysique de Potsdam
- 1999: Bourse de recherche internationale Henri Chrétien, Union américaine d'astronomie
- 1996: Prix Ludwig-Biermann, Société astronomique